# 오피스 제품군

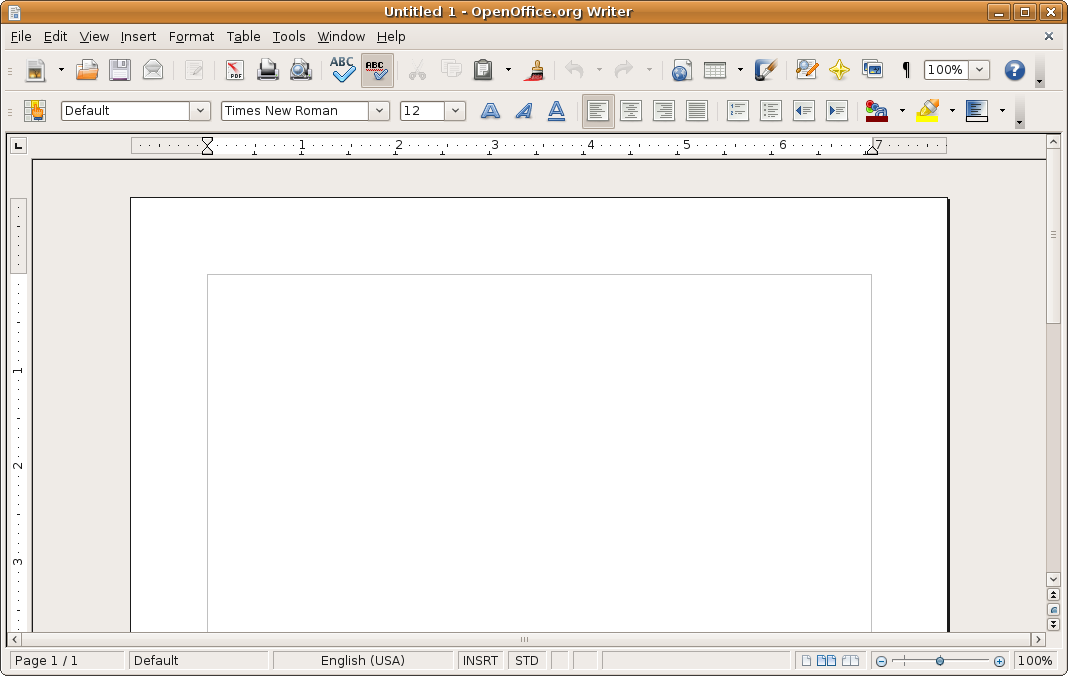
오픈오피스 라이터(Writer)

업무용 응용 소프트웨어 제품군(영어: office applications suite)은 워드 프로세서, 데이터베이스, 프레젠테이션, 스프레드시트 등의 응용 소프트웨어의 모음이다.

## PC/Mac용 오피스 소프트웨어
- 마이크로소프트 오피스
- 한컴 오피스
- 리브레 오피스 (우분투 리눅스 기본 오피스)
- 오픈오피스
- 스타 오피스
- IBM 로터스 심포니
- 아이워크
- 폴라리스 오피스

## 모바일/온라인 오피스 소프트웨어
- 씽크프리 오피스
- 폴라리스 오피스
- 네이버 오피스
  - 네이버 워드
  - 네이버 슬라이드
  - 네이버 셀

## 같이 보기
- 오픈도큐먼트 소프트웨어